# Olios mathani
Olios mathani là một loài nhện trong họ Sparassidae.
Loài này thuộc chi Olios. Olios mathani được Eugène Simon miêu tả năm 1880.